# Gramatneusiedl
Gramatneusiedl är en ort och kommun i Österrike. Den ligger i distriktet Bruck an der Leitha i förbundslandet Niederösterreich, 23 km söder om huvudstaden Wien. 